# Astia nodosa
Astia nodosa är en spindelart som beskrevs av Koch L. 1879. Astia nodosa ingår i släktet Astia och familjen hoppspindlar. Inga underarter finns listade.